# Netflix (Lazza)
Netflix è un singolo del rapper italiano Lazza, pubblicato il 22 febbraio 2019 come terzo estratto dal secondo album in studio Re Mida.

## Descrizione
Il brano contiene numerosi riferimenti alla cultura popolare, come suggerisce lo stesso titolo, che menziona la celebre piattaforma di streaming a pagamento. Ad inizio canzone, Lazza fa riferimento ai versi danteschi Non ragioniam di lor, ma guarda e passa ed al brano Pensieri e parole di Lucio Battisti. Nella strofa finale, Lazza canta alcuni versi adottando lo stesso flow di Drake nei versi iniziali del brano In My Feelings.

## Tracce
1. Netflix – 2:34

## Classifiche
| Classifica (2019) | Posizione massima |
| ----------------- | ----------------- |
| Italia            | 19                |